# Austropsopilio inermis
Austropsopilio inermis is een hooiwagen uit de familie Caddidae. De wetenschappelijke naam van Austropsopilio inermis gaat terug op B. K. Cantrell.